# Mikoyan-Gurevich PBSh-2
Con il nome di Mikoyan-Gurevich PBSh-2 (in russo Микояна и Гуревича ПБШ-2?, Mikojana i Gureviča PBŠ-2) viene indicato il progetto di un aereo da attacco al suolo realizzato in seno all'OKB 155, diretto congiuntamente da Artëm Ivanovič Mikojan e Michail Iosifovič Gurevič, a partire dal mese di luglio del 1940.
Il ruolo per il quale era destinato era quello di «aereo d'attacco corazzato armato di cannoni» (in russo Пушечный Бронированный Штурмовик?, Pušečnyj Bronirovannyj Šturmovik), da cui la sigla che ne contraddistingueva la denominazione.
Il progetto subentrò sui tavoli da disegno dell'OKB 155 a quello del PBSh-1 e viene indicato da alcune fonti bibliografiche con la denominazione MiG-6.

## Storia del progetto
Quello del Mikoyan-Gurevich PBSh-2 era il progetto per un aereo da attacco in configurazione alare biplana direttamente derivato dal precedente PBSh-1 con il quale condivideva il gruppo motopropulsore, la sezione centrale, il carrello d'atterraggio e la cabina di pilotaggio; avrebbe però dovuto essere un velivolo di dimensioni più contenute e l'ingresso all'abitacolo sarebbe avvenuto tramite una porta laterale.
Il doppio piano alare si presentava nella forme di un sesquiplano invertito: era costituito dal piano inferiore collegato alla parte bassa della fusoliera e dal piano superiore unito al velivolo nella zona superiore della cabina di pilotaggio, completamente privo di superfici di controllo mobili; le due ali erano tra loro unite da un singolo montante per ciascun lato. Altra caratteristica particolare era il disegno delle due ali: il piano superiore era a freccia negativa mentre il piano inferiore aveva bordo d'entrata "dritto" ed il bordo d'uscita considerevolmente rastremato in avanti.
Questa particolare configurazione alare sarebbe servita per migliorare le prestazioni del velivolo al decollo, in particolare in previsione di utilizzare un elevato carico bellico offensivo, e all'atterraggio e per garantirgli maggiore stabilità e manovrabilità durante le fasi di combattimento.
Non è chiaro se il progetto sia mai stato presentato alle autorità aeronautiche per la valutazione; il lavoro di progettazione fu però interrotto alla fine del 1940 quando fu chiaro che lo Ilyushin BSh-2 sarebbe stato il nuovo velivolo d'attacco prescelto per equipaggiare i reparti della V-VS.

### Annotazioni
1. ↑  La denominazione del "costruttore" risulta scritta in modo diverso da quella del "progettista" poiché nel secondo caso la traslitterazione del cognome è effettuata secondo il sistema della traslitterazione scientifica, impiegato come standard convenzionale nelle pagine di Wikipedia in lingua italiana; allo stesso modo la denominazione assegnata al velivolo (ПБШ-2) viene traslitterata in modo differente dalle fonti di lingua inglese (PBSh-2) rispetto a quanto avviene utilizzando il metodo scientifico (PBŠ-2)
2. ↑  Di stampo quasi automobilistico, come sarebbe avvenuto in seguito sull'Airacobra e sui Typhoon Mk.I

### Fonti
1. 1 2 3 4 5 6 7  Gunston e Gordon, 1998, p. 25.
2. ↑  Butowski e Miller, 1991, p. 4.
3. ↑  Gunston e Gordon, 1998, p. 26.